# Babylon Circus
Babylon Circus – francuski zespół muzyczny pochodzący z Lyonu. Powstał w 1995 roku i do dziś wydał 4 płyty. Babylon Circus gra muzykę będącą mieszanką ska, reggae, swingu, chanson i dubu.
Muzycy na scenie tworzą spektakl komedii, każdy z muzyków ma określoną rolę na scenie – nie tylko muzyczną.

## Skład
- David Baruchel – wokal
- Manuel Nectoux – wokal
- Georges Chaccour – gitara
- Olivier Soumali – klawisze
- Yannick Urbani – perkusja
- Emmanuel Heron – gitara basowa
- Clement Amirault – puzon
- Valentin Meylan – trąbka
- Rimbaud – akordeon, saksofon

## Albumy
- Musika – Tu Va Bien
- Au Marche Des Illusions
- Dances Of Resistance
- La Belle Etoile